# Rajd Warszawski 2004
Rajd Warszawski 2004 – 31. edycja Rajdu Warszawskiego. Był to rajd samochodowy rozgrywany od 8 do 9 października 2004 roku. Była to szósta runda Rajdowych Samochodowych Mistrzostw Polski w roku 2004. Rajd składał się z czternastu odcinków specjalnych.

## Wyniki końcowe rajdu[1]
| Miejsce | Kierowca          | Pilot              | Samochód                  | Czas      | Strata   | Grupa Klasa |
| ------- | ----------------- | ------------------ | ------------------------- | --------- | -------- | ----------- |
| 1       | Michał Sołowow    | Maciej Baran       | Mitsubishi Lancer Evo VII | 1:51:40.6 | -        | N4          |
| 2       | Michał Bębenek    | Grzegorz Bębenek   | Mitsubishi Lancer Evo VII | 1:52:11.4 | +30.8    | N4          |
| 3       | Leszek Kuzaj      | Maciej Szczepaniak | Subaru Impreza STi N10    | 1:52:41.0 | +1:00.4  | N4          |
| 4       | Tomasz Czopik     | Łukasz Wroński     | Subaru Impreza STi        | 1:53:43.3 | +2:02.7  | N4          |
| 5       | Stefan Karnabal   | Bartłomiej Boba    | Mitsubishi Lancer Evo VI  | 1:54:13.9 | +2:33.3  | N4          |
| 6       | Maciej Oleksowicz | Andrzej Obrębowski | Subaru Impreza STi N10    | 1:54:36.0 | +2:55.4  | N4          |
| 7       | Tomasz Kuchar     | Krzysztof Gęborys  | Mitsubishi Lancer Evo VI  | 1:54:36.5 | +2:55.9  | N4          |
| 8       | Piotr Maciejewski | Piotr Kowalski     | Mitsubishi Lancer Evo VI  | 1:54:39.3 | +2:58.7  | N4          |
| 9       | Sebastian Frycz   | Maciej Wodniak     | Fiat Punto S1600          | 2:03:52.0 | +12:11.4 | A6          |
| 10      | Michał Kościuszko | Jarosław Baran     | Suzuki Ignis S1600        | 2:04:45.8 | +13:05.2 | A6          |